# 马颈坳镇
马颈坳镇，是中华人民共和国湖南省湘西土家族苗族自治州吉首市下辖的一个乡镇级行政单位。

## 行政区划
马颈坳镇下辖以下地区：
溪马社区、团结村、几比村、榔木村、隘口村、林农村、康云村、阳田村、合群村、米坡村、竹寨村、枫香村、汩比村和新湾村。